# La Roche-Chalais
La Roche-Chalais – miejscowość i gmina we Francji, w regionie Nowa Akwitania, w departamencie Dordogne.
Według danych na rok 1990 gminę zamieszkiwało 2860 osób, a gęstość zaludnienia wynosiła 32 osób/km² (wśród 2290 gmin Akwitanii La Roche-Chalais plasuje się na 149. miejscu pod względem liczby ludności, natomiast pod względem powierzchni na miejscu 42.).